# Заречье (Плисский сельсовет)
Заре́чье (бел. Зарэчча) — деревня в Плисском сельсовете Смолевичском районе Минской области Белоруссии. Расположена на реке Плиса. Находится в 10 километрах восточнее от города Смолевичи, 48-и километрах от Минска. В 1,5 километрах от деревни расположена железнодорожная станция Красное Знамя на линии Минск—Орша, также через деревню проходит автомобильная дорога Н9557 Смолевичи — Жодино.

## История
Известна с начала XX века как деревня Малая Плиса в Смолевичской волости Борисовского уезда Минской губернии. В 1909 году насчитывалось 26 дворов, проживал 191 житель. Согласно переписи населения 1917 года в деревне насчитывались 24 двора, 174 жителя. 
С февраля по декабрь 1918 года деревня была оккупирована войсками кайзеровской Германии, с августа 1919 до июля 1920 года — польскими войсками. С 1919 года деревня находится в составе Белорусской ССР, с 20 августа 1924 года — в составе Плисского сельсовета Смолевичского района Минского округа (до 26 июля 1930 года), с 20 февраля 1938 года в составе Минской области. В 1926 году — 41 двор, 222 жителя. В начале 1930-х годов в деревне образован колхоз «Заречье», работала кузница. Во время Великой Отечественной войны деревня была оккупирована немецко-фашистскими захватчиками с конца июня 1941 года до 2 июля 1944 года.
В 1977 году к деревне были присоединены посёлок Заречье и деревня Журавщина. В 1981 году деревня Малая Плиса была переименована в Заречье. В 1996 году насчитывалось 407 придомовых хозяйств, проживали 1200 жителей. Действуют сельский торговый центр и детский ясли-сад. С 28 октября 2013 по 22 апреля 2020 года деревня являлась административным центром Плисского сельсовета.

## Население
| Численность населения (по годам) | Численность населения (по годам) | Численность населения (по годам) | Численность населения (по годам) | Численность населения (по годам) | Численность населения (по годам) | Численность населения (по годам) |
| 1909                             | 1917                             | 1926                             | 1996                             | 2009                             | 2013                             | 2019                             |
| -------------------------------- | -------------------------------- | -------------------------------- | -------------------------------- | -------------------------------- | -------------------------------- | -------------------------------- |
| 191                              | ↘174                             | ↗222                             | ↗1200                            | ↗1321                            | ↗1338                            | ↘1279                            |

## Застройка
Деревня застроена деревянными жилыми строениями усадебного типа, фактически же поселение состоит из трёх составных частей: центральной и двух более мелких, расположенных несколько южнее. Основная часть деревни сформирована вдоль Заречной улицы, перетекающей в Спортивную, при этом бо́льшая часть улиц (8 улиц и переулков) ответвляются от Центральной улицы. К юго-востоку от основной части деревни лежит жилой массив (из трёх улиц), сформированный вокруг Поселковой улицы (бывший посёлок Заречье). Юго-западнее лежит бывшая деревня Журавщина, состоящая из пяти улиц и одного переулка, ответвляющихся от Владимирской улицы.